# Walter Moreno
Walter José Moreno Arco (Zarzal, Valle del Cauca, Colombia; 18 de mayo de 1978) es un exfutbolista colombiano. Jugaba de defensa y se retiró en el Unión Comercio de Perú.

## Trayectoria
Llegó en el 2005 Cúcuta Deportivo, siendo parte del título obtenido en el Torneo de la primera B Y el torneo Finalización de la primera A bajo el mando técnico de Jorge Luis Pinto. En 2007, con el mismo club, llegó a las semifinales de la Copa Libertadores de América.
Gracias a su buen desempeño con el conjunto de la frontera, Moreno fue contratado en 2008 por el Atlético Nacional,, sale a mediados de 2010. Posteriormente, en julio del mismo año llega al fútbol de Venezuela para jugar con el Deportivo Táchira equipo en el cual se convierte campeón de ese año. Un año más tarde es trasferido al Mineros de Guayana.
Llega en el año 2014 a Unión Comercio alcanzando una cupo a la Copa Sudamericana 2015 siendo una pieza fundamental del equipo en aquella copa cayeron eliminados contra las Águilas Doradas por un global de 3 a 1.

## Clubes
| Club               | País            | Año             | Partidos | Goles |
| ------------------ | --------------- | --------------- | -------- | ----- |
| Pumas de Casanare  | Colombia        | 2005            | 10       | 0     |
| Cúcuta Deportivo   | Colombia        | 2005 - 2007     | 79       | 1     |
| Atlético Nacional  | Colombia        | 2008 - 2010     | 81       | 4     |
| Deportivo Táchira  | Venezuela       | 2010 - 2011     | 38       | 2     |
| Mineros de Guayana | Venezuela       | 2011 - 2013     | 58       | 0     |
| Cúcuta Deportivo   | Colombia        | 2013            | 13       | 0     |
| Unión Comercio     | Perú            | 2014 - 2015     | 74       | 3     |
| Total en clubes    | Total en clubes | Total en clubes | 335      | 9     |

## Palmarés
| Título                        | Club              | País      | Año  |
| ----------------------------- | ----------------- | --------- | ---- |
| Primera B                     | Cúcuta Deportivo  | Colombia  | 2005 |
| Torneo Finalización           | Cúcuta Deportivo  | Colombia  | 2006 |
| Primera División de Venezuela | Deportivo Táchira | Venezuela | 2011 |